# 神世界事件
神世界事件（しんせかいじけん）とは、2000年代に日本で起こった霊感商法詐欺を中心とした一連の疑惑および事件。

## 概要
2000年に設立された有限会社「神世界」および同社と提携する企業群が、体調不良や悩みを取り除く霊的治療をうたってヒーリングサロンを全国で展開し、相談に訪れた人から「相談料」「礼金」もしくはサロンで販売されているお守り（神世界では「ライセンス」と呼称）等各種物品の購入などの名目で多額の現金を集めていた。勧誘した顧客に対して友人の勧誘を行う事やスタッフとして働くことを勧めて被害者間に共犯意識を持たせることで被害を拡大させた。警察や国立大学の現職員や退職者も積極的に組織の活動に関わり事件に加担した。

## 年譜
- 2000年 - 有限会社「神世界」登記[2]。

- 2003年 - 『女性セブン』7/31発売号に、三田佳子の旧宅を買い上げてサロン営業を行っている記事が掲載される。

- 2007年12月20日、神奈川県警察警備課長を務めていたY警視が、勤務中に神世界に関する副業を行った上、部下を勧誘するなどして約400万円の報酬を得るなど[3]、複数の地方公務員法違反を行っていたことを背景に、詐欺容疑で関連施設に対し強制捜査が行われた[4]。

- 2008年2月7日、警視Yが懲戒免職処分を受け、前述の霊感商法もあいまって問題視されるようになる[3]。前述のとおり警視Yは複数の地方公務員法違反を行っていたが[3]、このようなケースは非常にまれである。また、同年においては北海道大学のK准教授が同組織に関わったとして諭旨解雇処分を受ける[5]。

- 2009年5月、被害者らが、神世界に対する損害賠償請求を求めて、東京地方裁判所に提訴。被害対策弁護団は紀藤正樹を団長として[6]リンク総合法律事務所が担当。同事務所所属の弁護士である荻上守生が連絡役を務める。

- 2011年に入って、各地で詐欺罪で関係者らが逮捕された。そして、同年8月にグループの教祖Sの妻を[7]、9月にSを逮捕[8]。また会計責任者であった元警視Yも職務中に得た捜査手順等の知識を使いSの逃亡を助けたとして犯人隠避罪で逮捕された[9]。同年12月に元警視Yに対して懲役2年執行猶予4年（求刑懲役2年）の有罪判決が言い渡された[10]。

- 2013年6月5日、霊感商法事件で、組織犯罪処罰法違反（組織的詐欺）罪に問われた「教祖」の上告審で、最高裁第１小法廷は被告側の上告を棄却する決定をした。教祖を懲役4年6月とした二審・東京高裁判決が確定した[11]。

## 神世界
神世界（しんせかい）は山梨県甲斐市に本部を置く有限会社。提携先と称して同様に設立された、複数の有限会社を通して、ヒーリングサロンを運営していた。これら会社群を神世界グループと称する。各地のサロンと神世界とでは1か月に1回会議が行われて、それにより営業方針が決まっていた。
神世界の「提携先」とされる、千手観音教会そのものは1986年頃に起きた世界救世教の分裂による混乱を受けて同教の信者であった神世界代表Sの父親（元山梨県警OB）が1987年に同教団から独立する形で成立した集団である。その活動内容は同教団およびその分派とされる、いわゆる「救世教系・真光系」と呼ばれる手かざし系新宗教団体と根源を同じくしている。
疑惑発生および告発当初、神世界は「自組織はあくまでも会社組織であり宗教団体ではなく」ゆえに「霊感商法ではない」と主張していた。しかし告発の後、代表など中心人物が逮捕されると、それまでの主張を翻して宗教団体であることを認めた上で「宗教活動として同意の上での契約」であるために「霊感商法ではない」とアナウンスするようになる。

## 手口
高級住宅街や高級マンションなどに、いわゆる「自宅ショップ」を思わせる外観でサロンをオープンし、手作り感のあるチラシを撒き「素人の手作り」的な携帯電話向けウェブサイトを発信（現在は削除）することで「高級ではあるが身近な感覚」を演出して客を呼んだ。「(ヒーリングを受けている間に)子どもを預かります」などのチラシや「お茶会」などの気楽に訪問できるイメージを用いて地域主婦層の取り込みを狙い、勧誘に際しては一般宗教にあるような信者(スタッフ)による勧誘ではなく、地域の口コミを効果的に利用した。
後は通常の霊感商法と同じく、客とスタッフによる雑談の中からホット・リーディングとコールド・リーディングを駆使する事によって顧客に対してマインド・コントロールを行い客の信用を得て施術を継続的に受けさせ、完全に信用させた頃合を見計らい宗教的な儀式やアイテムを売りつけた。この時に客が宗教に対する懐疑を抱いた場合には上述したY警視およびK准教授など社会的信用を持つ職業に就いているメンバーの存在を利用し、また宗教法人の認可をあえて受けていないことを逆用して「警察官や大学准教授も認め推奨している企業」のため「宗教団体ではないことを強調」し「安心である」と説いた。また顧客による知人の勧誘に際しても同様の言葉を顧客に言わせて勧誘させていた。